# Canoparmelia crozalsiana
Canoparmelia crozalsiana är en lavart som först beskrevs av B. de Lesd., och fick sitt nu gällande namn av Elix & Hale. Canoparmelia crozalsiana ingår i släktet Canoparmelia och familjen Parmeliaceae.   Inga underarter finns listade i Catalogue of Life.

## Källor

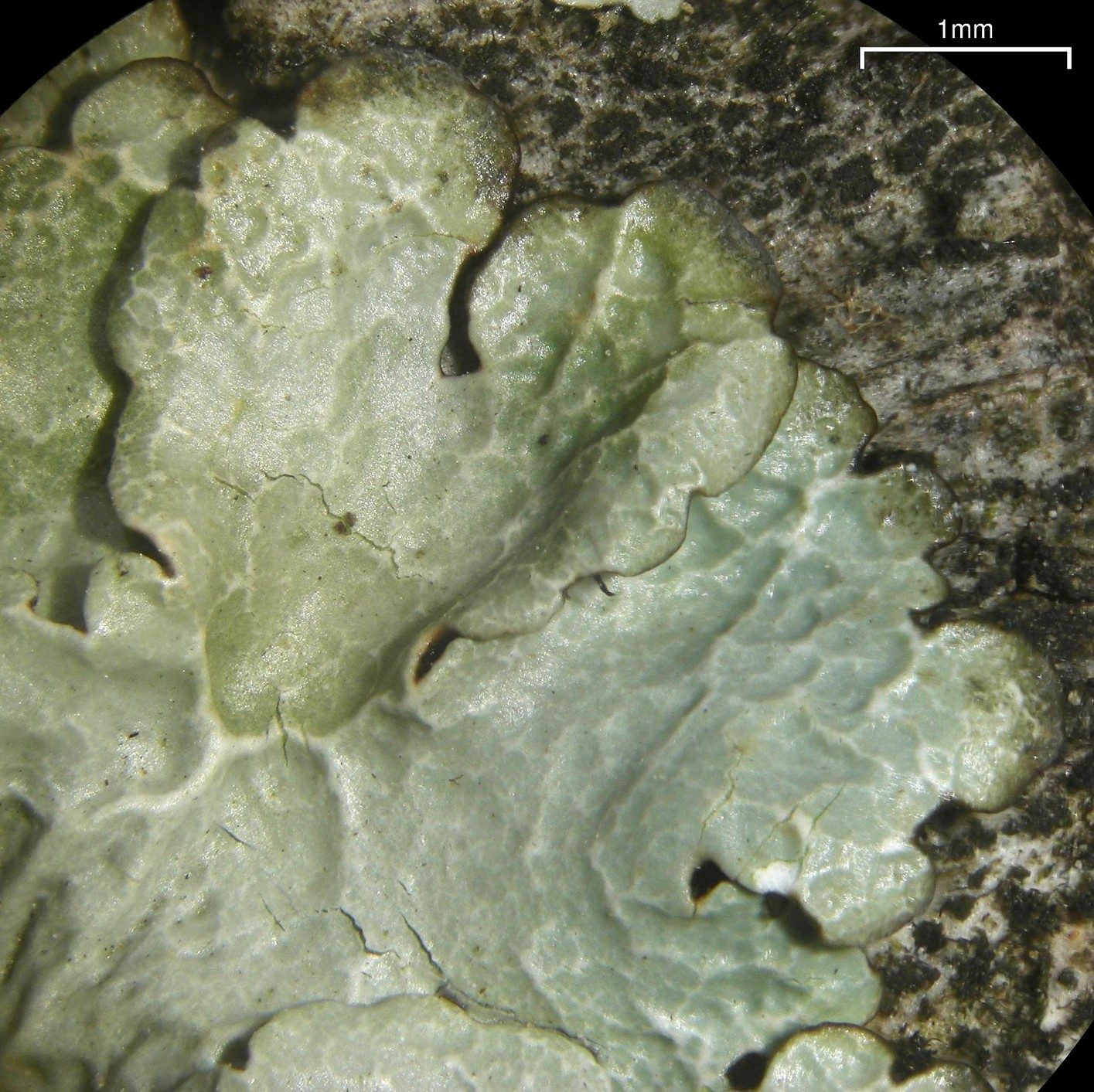
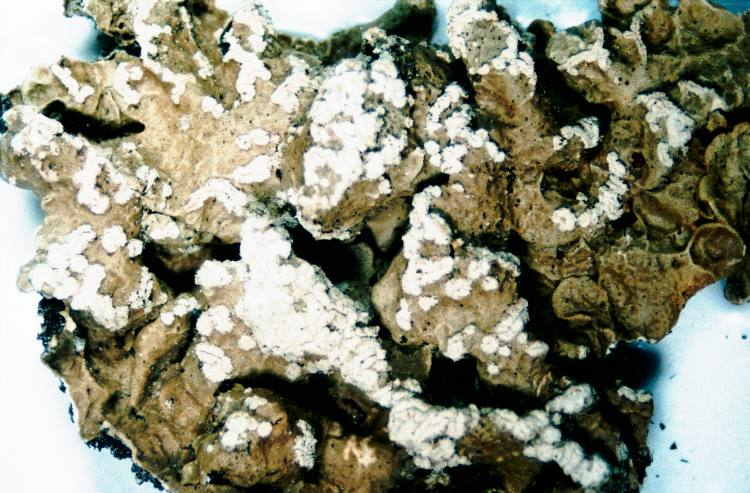
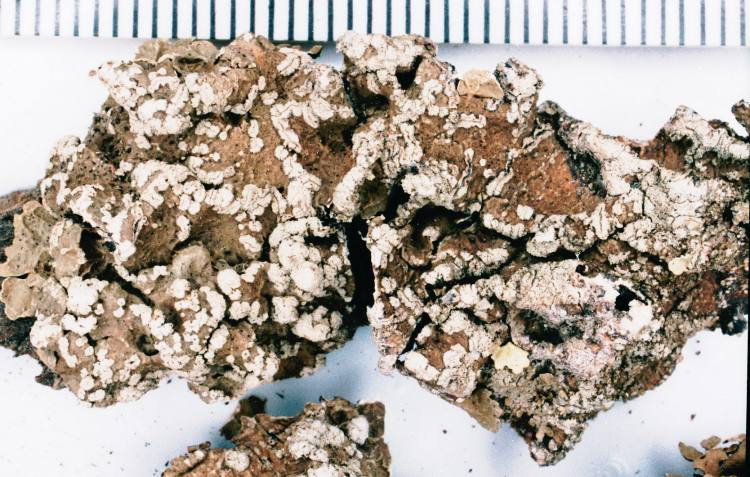